# Asemospiza
Asemospiza — рід горобцеподібних птахів родини саякових (Thraupidae). Представники цього роду мешкають в Південній Америці.

## Таксономія і систематика
Представників роду Asemospiza раніше відносили до роду Потрост (Tiaris). Однак молекулярно-філогенетичне дослідження, результати якого були опубліковані у 2014 році, показало, що рід Tiaris був поліфілітичним. За результатами подальшої реорганізації два види були переведені з роду Потрост (Tiaris) до відновленого роду Asemospiza.

## Види
Виділяють два види:
- Потрост чорний (Asemospiza fuliginosa)
- Потрост бурий (Asemospiza obscura)

## Етимологія
Наукова назва роду Asemospiza походить від сполучення слів дав.-гр. ασημος — без особливих ознак і зяблик — в'юрок.